# 佩尼亚帕尔达
佩尼亚帕尔达，是西班牙卡斯蒂利亚-莱昂萨拉曼卡省的一个市镇。 总面积62平方公里，总人口456人（2001年），人口密度7人/平方公里。